# کامالینی موکرجی
کامالینی موکرجی (انگلیسی: Kamalinee Mukherjee؛ زادهٔ ۴ مارس ۱۹۸۰) یک هنرپیشه اهل هند است. وی از سال ۲۰۰۴ میلادی تاکنون مشغول فعالیت بوده‌است.
از فیلم‌ها یا برنامه‌های تلویزیونی که وی در آن نقش داشته‌است می‌توان به سبک، گویند مرد مردم است، خوشی، ناگاوالی، شیردی سای و دوباره همدیگر را خواهیم دید اشاره کرد.